# 19e étape du Tour de France 2018
Pour un article plus général, voir Tour de France 2018.
La 19e étape du Tour de France 2018 se déroule le vendredi 27 juillet 2018 de Lourdes à Laruns, sur une distance de 200,5 kilomètres.

## Parcours
Le parcours comporte deux petites côtes en début d'étape, et quatre cols. Le col d'Aubisque en fin d'étape démarre par une ascension du col du Soulor mais celui-ci n'apporte pas de points pour le classement des grimpeurs. L'arrivée est située en bas de la descente de l'Aubisque.

Village départ à Lourdes.
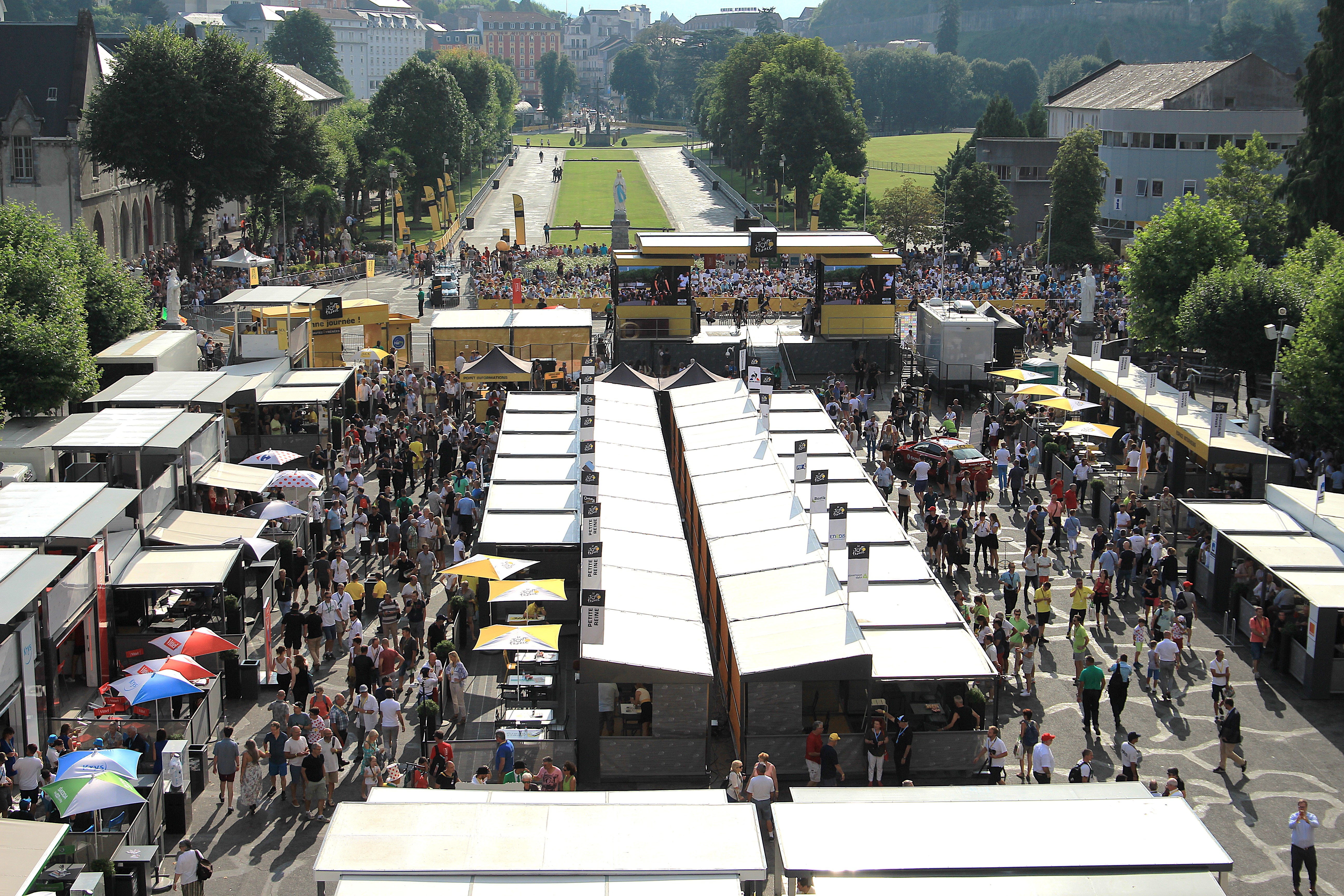
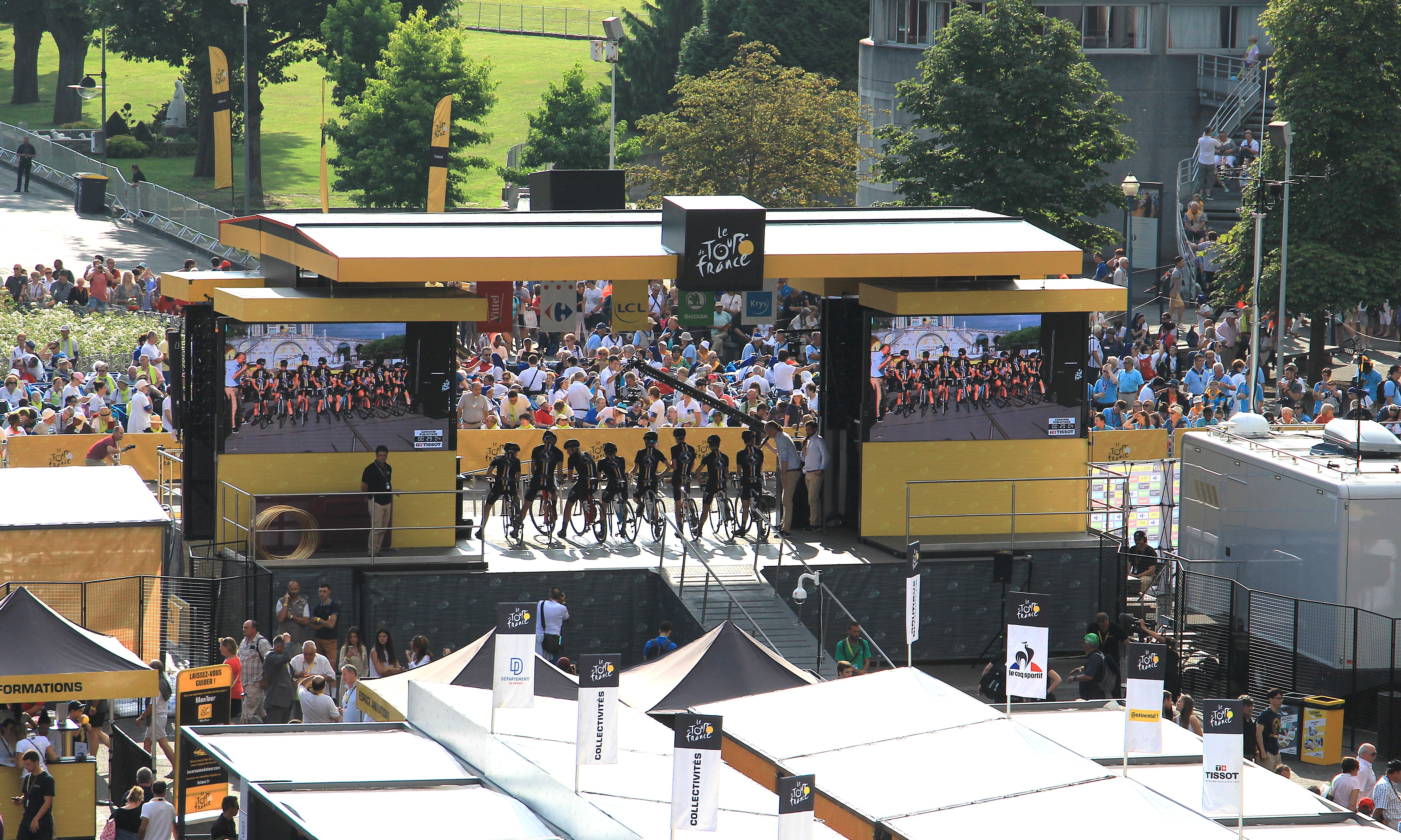
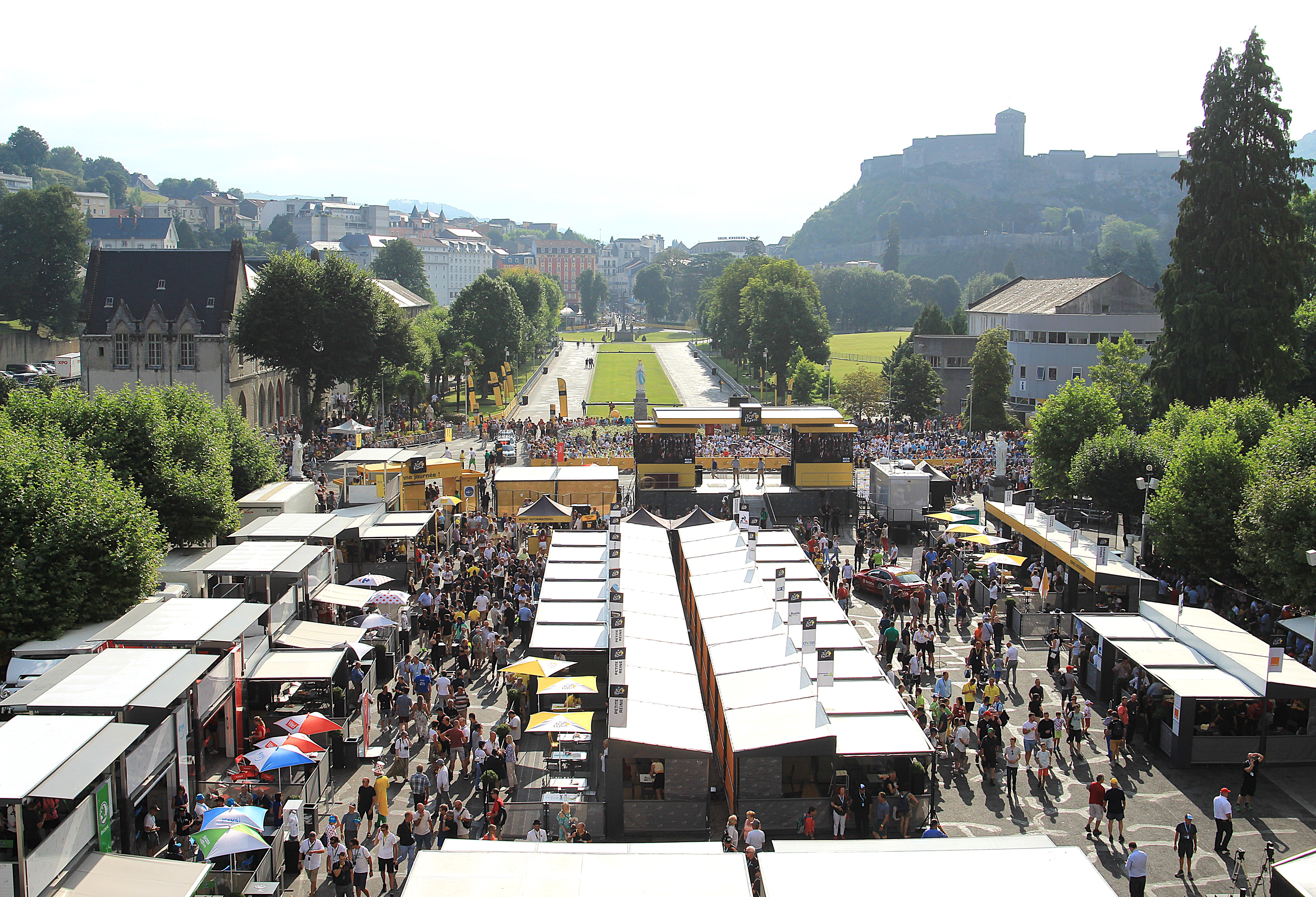

## Déroulement de la course
En début d'étape, plusieurs petits groupes se reforment à Sarrancolin vers le sprint intermédiaire. Ce groupe prend jusqu'à cinq minutes, au moment où l'équipe Katusha se relaie à l'avant du peloton, et réduit l'écart de deux minutes. Landa s'échappe dans le Tourmalet, suivi par Zakarin et Bardet ; Majka les rejoint un peu après. Ces quatre coureurs arrivent au sommet avec les échappés restants.
Le groupe de favoris (sans Quintana) rejoint Bardet, Landa et Majka au sommet de l'Aubisque. Roglic se détache en bas de la descente et va remporter l'étape.

## Résultats

### Classement de l'étape
| Classement de la 19e étape | Classement de la 19e étape | Classement de la 19e étape | Classement de la 19e étape | Classement de la 19e étape |
|                            | Coureur                    | Pays                       | Équipe                     | Temps                      |
| -------------------------- | -------------------------- | -------------------------- | -------------------------- | -------------------------- |
| 1er                        | Primož Roglič              | Slovénie                   | Lotto NL-Jumbo             | en 5 h 28 min 17 s         |
| 2e                         | Geraint Thomas             | Royaume-Uni                | Sky                        | + 19 s                     |
| 3e                         | Romain Bardet              | France                     | AG2R La Mondiale           | + 19 s                     |
| 4e                         | Daniel Martin              | Irlande                    | UAE Emirates               | + 19 s                     |
| 5e                         | Rafał Majka                | Pologne                    | Bora-Hansgrohe             | + 19 s                     |
| 6e                         | Tom Dumoulin               | Pays-Bas                   | Sunweb                     | + 19 s                     |
| 7e                         | Mikel Landa                | Espagne                    | Movistar                   | + 19 s                     |
| 8e                         | Christopher Froome         | Royaume-Uni                | Sky                        | + 19 s                     |
| 9e                         | Steven Kruijswijk          | Pays-Bas                   | Lotto NL-Jumbo             | + 31 s                     |
| 10e                        | Ilnur Zakarin              | Russie                     | Katusha-Alpecin            | + 31 s                     |
| modifier                   |                            |                            |                            |                            |

### Points attribués
| Sprint intermédiaire Sarrancolin (km 59,5) | Sprint intermédiaire Sarrancolin (km 59,5) | Sprint intermédiaire Sarrancolin (km 59,5) | Sprint intermédiaire Sarrancolin (km 59,5) | Sprint intermédiaire Sarrancolin (km 59,5) |
| ------------------------------------------ | ------------------------------------------ | ------------------------------------------ | ------------------------------------------ | ------------------------------------------ |
|                                            | Coureur                                    | Pays                                       | Équipe                                     | Point(s)                                   |
| 1er                                        | Damien Gaudin                              | France                                     | Direct Énergie                             | 20                                         |
| 2e                                         | Daniele Bennati                            | Italie                                     | Movistar                                   | 17                                         |
| 3e                                         | Tom-Jelte Slagter                          | Pays-Bas                                   | Dimension Data                             | 15                                         |
| 4e                                         | Marcus Burghardt                           | Allemagne                                  | Bora-Hansgrohe                             | 13                                         |
| 5e                                         | Lukas Pöstlberger                          | Autriche                                   | Bora-Hansgrohe                             | 11                                         |
| 6e                                         | Bauke Mollema                              | Pays-Bas                                   | Trek-Segafredo                             | 10                                         |
| 7e                                         | Julian Alaphilippe                         | France                                     | Quick-Step Floors                          | 9                                          |
| 8e                                         | Arthur Vichot                              | France                                     | Groupama-FDJ                               | 8                                          |
| 9e                                         | Tanel Kangert                              | Estonie                                    | Astana                                     | 7                                          |
| 10e                                        | Warren Barguil                             | France                                     | Fortuneo-Samsic                            | 6                                          |
| 11e                                        | Silvan Dillier                             | Suisse                                     | AG2R La Mondiale                           | 5                                          |
| 12e                                        | Romain Hardy                               | France                                     | Fortuneo-Samsic                            | 4                                          |
| 13e                                        | Adam Yates                                 | Royaume-Uni                                | Mitchelton-Scott                           | 3                                          |
| 14e                                        | Sylvain Chavanel                           | France                                     | Direct Énergie                             | 2                                          |
| 15e                                        | Gorka Izagirre                             | Espagne                                    | Bahrain-Merida                             | 1                                          |
| modifier                                   |                                            |                                            |                                            |                                            |

| Arrivée d'étape Laruns (km 200,5) | Arrivée d'étape Laruns (km 200,5) | Arrivée d'étape Laruns (km 200,5) | Arrivée d'étape Laruns (km 200,5) | Arrivée d'étape Laruns (km 200,5) |
| --------------------------------- | --------------------------------- | --------------------------------- | --------------------------------- | --------------------------------- |
|                                   | Coureur                           | Pays                              | Équipe                            | Point(s)                          |
| 1er                               | Primož Roglič                     | Slovénie                          | Lotto NL-Jumbo                    | 20                                |
| 2e                                | Geraint Thomas                    | Royaume-Uni                       | Sky                               | 17                                |
| 3e                                | Romain Bardet                     | France                            | AG2R La Mondiale                  | 15                                |
| 4e                                | Daniel Martin                     | Irlande                           | UAE Emirates                      | 13                                |
| 5e                                | Rafał Majka                       | Pologne                           | Bora-Hansgrohe                    | 11                                |
| 6e                                | Tom Dumoulin                      | Pays-Bas                          | Sunweb                            | 10                                |
| 7e                                | Mikel Landa                       | Espagne                           | Movistar                          | 9                                 |
| 8e                                | Christopher Froome                | Royaume-Uni                       | Sky                               | 8                                 |
| 9e                                | Steven Kruijswijk                 | Pays-Bas                          | Lotto NL-Jumbo                    | 7                                 |
| 10e                               | Ilnur Zakarin                     | Russie                            | Katusha-Alpecin                   | 6                                 |
| 11e                               | Gorka Izagirre                    | Espagne                           | Bahrain-Merida                    | 5                                 |
| 12e                               | Bob Jungels                       | Luxembourg                        | Quick-Step Floors                 | 4                                 |
| 13e                               | Egan Bernal                       | Colombie                          | Sky                               | 3                                 |
| 14e                               | Domenico Pozzovivo                | Italie                            | Bahrain-Merida                    | 2                                 |
| 15e                               | Ion Izagirre                      | Espagne                           | Bahrain-Merida                    | 1                                 |
| modifier                          |                                   |                                   |                                   |                                   |

|   | Coureur        | Pays        | Équipe           | Bonifications |
| - | -------------- | ----------- | ---------------- | ------------- |
| 1 | Primož Roglič  | Slovénie    | Lotto NL-Jumbo   | 10 s          |
| 2 | Geraint Thomas | Royaume-Uni | Sky              | 6 s           |
| 3 | Romain Bardet  | France      | AG2R La Mondiale | 4 s           |

### Cols et côtes
| Côte de Loucrup (km 7) 4e catégorie (1,8 km à 7,2%) | Côte de Loucrup (km 7) 4e catégorie (1,8 km à 7,2%) | Côte de Loucrup (km 7) 4e catégorie (1,8 km à 7,2%) | Côte de Loucrup (km 7) 4e catégorie (1,8 km à 7,2%) | Côte de Loucrup (km 7) 4e catégorie (1,8 km à 7,2%) |
| --------------------------------------------------- | --------------------------------------------------- | --------------------------------------------------- | --------------------------------------------------- | --------------------------------------------------- |
|                                                     | Coureur                                             | Pays                                                | Équipe                                              | Point(s)                                            |
| 1er                                                 | Silvan Dillier                                      | Suisse                                              | AG2R La Mondiale                                    | 1                                                   |
| modifier                                            |                                                     |                                                     |                                                     |                                                     |

| Côte de Capvern-les-Bains (km 40) 4e catégorie (3,4 km à 5,1%) | Côte de Capvern-les-Bains (km 40) 4e catégorie (3,4 km à 5,1%) | Côte de Capvern-les-Bains (km 40) 4e catégorie (3,4 km à 5,1%) | Côte de Capvern-les-Bains (km 40) 4e catégorie (3,4 km à 5,1%) | Côte de Capvern-les-Bains (km 40) 4e catégorie (3,4 km à 5,1%) |
| -------------------------------------------------------------- | -------------------------------------------------------------- | -------------------------------------------------------------- | -------------------------------------------------------------- | -------------------------------------------------------------- |
|                                                                | Coureur                                                        | Pays                                                           | Équipe                                                         | Point(s)                                                       |
| 1er                                                            | Damien Gaudin                                                  | France                                                         | Direct Énergie                                                 | 1                                                              |
| modifier                                                       |                                                                |                                                                |                                                                |                                                                |

| Col d'Aspin (km 78,5) 1re catégorie (12 km à 6,5%) | Col d'Aspin (km 78,5) 1re catégorie (12 km à 6,5%) | Col d'Aspin (km 78,5) 1re catégorie (12 km à 6,5%) | Col d'Aspin (km 78,5) 1re catégorie (12 km à 6,5%) | Col d'Aspin (km 78,5) 1re catégorie (12 km à 6,5%) |
| -------------------------------------------------- | -------------------------------------------------- | -------------------------------------------------- | -------------------------------------------------- | -------------------------------------------------- |
|                                                    | Coureur                                            | Pays                                               | Équipe                                             | Point(s)                                           |
| 1er                                                | Julian Alaphilippe                                 | France                                             | Quick-Step Floors                                  | 10                                                 |
| 2e                                                 | Warren Barguil                                     | France                                             | Fortuneo-Samsic                                    | 8                                                  |
| 3e                                                 | Bauke Mollema                                      | Pays-Bas                                           | Trek-Segafredo                                     | 6                                                  |
| 4e                                                 | Tanel Kangert                                      | Estonie                                            | Astana                                             | 4                                                  |
| 5e                                                 | Bob Jungels                                        | Luxembourg                                         | Quick-Step Floors                                  | 2                                                  |
| 6e                                                 | Mikel Nieve                                        | Espagne                                            | Mitchelton-Scott                                   | 1                                                  |
| modifier                                           |                                                    |                                                    |                                                    |                                                    |

| Col du Tourmalet (km 108) Hors catégorie (17,1 km à 7,3%) Souvenir Jacques Goddet | Col du Tourmalet (km 108) Hors catégorie (17,1 km à 7,3%) Souvenir Jacques Goddet | Col du Tourmalet (km 108) Hors catégorie (17,1 km à 7,3%) Souvenir Jacques Goddet | Col du Tourmalet (km 108) Hors catégorie (17,1 km à 7,3%) Souvenir Jacques Goddet | Col du Tourmalet (km 108) Hors catégorie (17,1 km à 7,3%) Souvenir Jacques Goddet |
| --------------------------------------------------------------------------------- | --------------------------------------------------------------------------------- | --------------------------------------------------------------------------------- | --------------------------------------------------------------------------------- | --------------------------------------------------------------------------------- |
|                                                                                   | Coureur                                                                           | Pays                                                                              | Équipe                                                                            | Point(s)                                                                          |
| 1er                                                                               | Julian Alaphilippe                                                                | France                                                                            | Quick-Step Floors                                                                 | 20                                                                                |
| 2e                                                                                | Mikel Nieve                                                                       | Espagne                                                                           | Mitchelton-Scott                                                                  | 15                                                                                |
| 3e                                                                                | Bob Jungels                                                                       | Luxembourg                                                                        | Quick-Step Floors                                                                 | 12                                                                                |
| 4e                                                                                | Warren Barguil                                                                    | France                                                                            | Fortuneo-Samsic                                                                   | 10                                                                                |
| 5e                                                                                | Tanel Kangert                                                                     | Estonie                                                                           | Astana                                                                            | 8                                                                                 |
| 6e                                                                                | Gorka Izagirre                                                                    | Espagne                                                                           | Bahrain-Merida                                                                    | 6                                                                                 |
| 7e                                                                                | Rafał Majka                                                                       | Pologne                                                                           | Bora-Hansgrohe                                                                    | 4                                                                                 |
| 8e                                                                                | Andrey Amador                                                                     | Costa Rica                                                                        | Movistar                                                                          | 2                                                                                 |
| modifier                                                                          |                                                                                   |                                                                                   |                                                                                   |                                                                                   |

| Col des Bordères (km 159,5) 2e catégorie (8,6 km à 5,8%) | Col des Bordères (km 159,5) 2e catégorie (8,6 km à 5,8%) | Col des Bordères (km 159,5) 2e catégorie (8,6 km à 5,8%) | Col des Bordères (km 159,5) 2e catégorie (8,6 km à 5,8%) | Col des Bordères (km 159,5) 2e catégorie (8,6 km à 5,8%) |
| -------------------------------------------------------- | -------------------------------------------------------- | -------------------------------------------------------- | -------------------------------------------------------- | -------------------------------------------------------- |
|                                                          | Coureur                                                  | Pays                                                     | Équipe                                                   | Point(s)                                                 |
| 1er                                                      | Tanel Kangert                                            | Estonie                                                  | Astana                                                   | 5                                                        |
| 2e                                                       | Ilnur Zakarin                                            | Russie                                                   | Katusha-Alpecin                                          | 3                                                        |
| 3e                                                       | Gorka Izagirre                                           | Espagne                                                  | Bahrain-Merida                                           | 2                                                        |
| 4e                                                       | Rafał Majka                                              | Pologne                                                  | Bora-Hansgrohe                                           | 1                                                        |
| modifier                                                 |                                                          |                                                          |                                                          |                                                          |

| Col d'Aubisque (km 180,5) Hors catégorie (16,6 km à 4,9%) | Col d'Aubisque (km 180,5) Hors catégorie (16,6 km à 4,9%) | Col d'Aubisque (km 180,5) Hors catégorie (16,6 km à 4,9%) | Col d'Aubisque (km 180,5) Hors catégorie (16,6 km à 4,9%) | Col d'Aubisque (km 180,5) Hors catégorie (16,6 km à 4,9%) |
| --------------------------------------------------------- | --------------------------------------------------------- | --------------------------------------------------------- | --------------------------------------------------------- | --------------------------------------------------------- |
|                                                           | Coureur                                                   | Pays                                                      | Équipe                                                    | Point(s)                                                  |
| 1er                                                       | Rafał Majka                                               | Pologne                                                   | Bora-Hansgrohe                                            | 40                                                        |
| 2e                                                        | Primož Roglič                                             | Slovénie                                                  | Lotto NL-Jumbo                                            | 30                                                        |
| 3e                                                        | Tom Dumoulin                                              | Pays-Bas                                                  | Sunweb                                                    | 24                                                        |
| 4e                                                        | Geraint Thomas                                            | Royaume-Uni                                               | Sky                                                       | 20                                                        |
| 5e                                                        | Mikel Landa                                               | Espagne                                                   | Movistar                                                  | 16                                                        |
| 6e                                                        | Romain Bardet                                             | France                                                    | AG2R La Mondiale                                          | 12                                                        |
| 7e                                                        | Daniel Martin                                             | Irlande                                                   | UAE Emirates                                              | 8                                                         |
| 8e                                                        | Steven Kruijswijk                                         | Pays-Bas                                                  | Lotto NL-Jumbo                                            | 4                                                         |
| modifier                                                  |                                                           |                                                           |                                                           |                                                           |

### Prix de la combativité
- Mikel Landa (Movistar )

## Classements à l'issue de l'étape

### Classement général
| Classement général | Classement général | Classement général | Classement général | Classement général  |
|                    | Coureur            | Pays               | Équipe             | Temps               |
| ------------------ | ------------------ | ------------------ | ------------------ | ------------------- |
| 1er                | Geraint Thomas     | Royaume-Uni        | Sky                | en 79 h 49 min 31 s |
| 2e                 | Tom Dumoulin       | Pays-Bas           | Sunweb             | + 2 min 5 s         |
| 3e                 | Primož Roglič      | Slovénie           | Lotto NL-Jumbo     | + 2 min 24 s        |
| 4e                 | Christopher Froome | Royaume-Uni        | Sky                | + 2 min 37 s        |
| 5e                 | Steven Kruijswijk  | Pays-Bas           | Lotto NL-Jumbo     | + 4 min 37 s        |
| 6e                 | Mikel Landa        | Espagne            | Movistar           | + 4 min 40 s        |
| 7e                 | Romain Bardet      | France             | AG2R La Mondiale   | + 5 min 15 s        |
| 8e                 | Daniel Martin      | Irlande            | UAE Emirates       | + 6 min 39 s        |
| 9e                 | Nairo Quintana     | Colombie           | Movistar           | + 10 min 26 s       |
| 10e                | Ilnur Zakarin      | Russie             | Katusha-Alpecin    | + 11 min 49 s       |
| modifier           |                    |                    |                    |                     |

### Classement par points
| Classement par points | Classement par points | Classement par points | Classement par points | Classement par points |
| --------------------- | --------------------- | --------------------- | --------------------- | --------------------- |
|                       | Coureur               | Pays                  | Équipe                | Point(s)              |
| 1er                   | Peter Sagan           | Slovaquie             | Bora-Hansgrohe        | 467 points            |
| 2e                    | Alexander Kristoff    | Norvège               | UAE Emirates          | 196 pts               |
| 3e                    | Arnaud Démare         | France                | Groupama-FDJ          | 183 pts               |
| 4e                    | John Degenkolb        | Allemagne             | Trek-Segafredo        | 148 pts               |
| 5e                    | Julian Alaphilippe    | France                | Quick-Step Floors     | 143 pts               |
| 6e                    | Greg Van Avermaet     | Belgique              | BMC Racing            | 134 pts               |
| 7e                    | Andrea Pasqualon      | Italie                | Wanty-Groupe Gobert   | 107 pts               |
| 8e                    | Daniel Martin         | Irlande               | UAE Emirates          | 98 pts                |
| 9e                    | Geraint Thomas        | Royaume-Uni           | Sky                   | 95 pts                |
| 10e                   | Sonny Colbrelli       | Italie                | Bahrain-Merida        | 92 pts                |
| modifier              |                       |                       |                       |                       |

### Classement du meilleur jeune
| Classement général du meilleur jeune | Classement général du meilleur jeune | Classement général du meilleur jeune | Classement général du meilleur jeune | Classement général du meilleur jeune |
|                                      | Coureur                              | Pays                                 | Équipe                               | Temps                                |
| ------------------------------------ | ------------------------------------ | ------------------------------------ | ------------------------------------ | ------------------------------------ |
| 1er                                  | Pierre Latour                        | France                               | AG2R La Mondiale                     | en 80 h 9 min 52 s                   |
| 2e                                   | Egan Bernal                          | Colombie                             | Sky                                  | + 5 min 47 s                         |
| 3e                                   | Guillaume Martin                     | France                               | Wanty-Groupe Gobert                  | + 19 min 39 s                        |
| 4e                                   | David Gaudu                          | France                               | Groupama-FDJ                         | + 1 h 6 min 43 s                     |
| 5e                                   | Antwan Tolhoek                       | Pays-Bas                             | Lotto NL-Jumbo                       | + 1 h 14 min 41 s                    |
| 6e                                   | Daniel Martínez                      | Colombie                             | EF Education First-Drapac            | + 1 h 16 min 15 s                    |
| 7e                                   | Søren Kragh Andersen                 | Danemark                             | Sunweb                               | + 1 h 45 min 25 s                    |
| 8e                                   | Stefan Küng                          | Suisse                               | BMC Racing                           | + 1 h 45 min 41 s                    |
| 9e                                   | Marc Soler                           | Espagne                              | Movistar                             | + 1 h 56 min 58 s                    |
| 10e                                  | Magnus Cort Nielsen                  | Danemark                             | Astana                               | + 2 h 6 min 24 s                     |
| modifier                             |                                      |                                      |                                      |                                      |

### Classement du meilleur grimpeur
| Classement du meilleur grimpeur | Classement du meilleur grimpeur | Classement du meilleur grimpeur | Classement du meilleur grimpeur | Classement du meilleur grimpeur |
| ------------------------------- | ------------------------------- | ------------------------------- | ------------------------------- | ------------------------------- |
|                                 | Coureur                         | Pays                            | Équipe                          | Point(s)                        |
| 1er                             | Julian Alaphilippe              | France                          | Quick-Step Floors               | 170 points                      |
| 2e                              | Warren Barguil                  | France                          | Fortuneo-Samsic                 | 91 pts                          |
| 3e                              | Rafał Majka                     | Pologne                         | Bora-Hansgrohe                  | 76 pts                          |
| 4e                              | Geraint Thomas                  | Royaume-Uni                     | Sky                             | 74 pts                          |
| 5e                              | Tom Dumoulin                    | Pays-Bas                        | Sunweb                          | 63 pts                          |
| 6e                              | Primož Roglič                   | Slovénie                        | Lotto NL-Jumbo                  | 56 pts                          |
| 7e                              | Daniel Martin                   | Irlande                         | UAE Emirates                    | 41 pts                          |
| 8e                              | Nairo Quintana                  | Colombie                        | Movistar                        | 40 pts                          |
| 9e                              | Tanel Kangert                   | Estonie                         | Astana                          | 39 pts                          |
| 10e                             | Steven Kruijswijk               | Pays-Bas                        | Lotto NL-Jumbo                  | 36 pts                          |
| modifier                        |                                 |                                 |                                 |                                 |

### Classement par équipes
| Classement par équipes | Classement par équipes | Classement par équipes | Classement par équipes |
|                        | Équipe                 | Pays                   | Temps                  |
| ---------------------- | ---------------------- | ---------------------- | ---------------------- |
| 1re                    | Movistar               | Espagne                | en 239 h 56 min 6 s    |
| 2e                     | Bahrain-Merida         | Bahreïn                | + 11 min 19 s          |
| 3e                     | Sky                    | Royaume-Uni            | + 36 min 32 s          |
| 4e                     | Lotto NL-Jumbo         | Pays-Bas               | + 46 min 55 s          |
| 5e                     | Astana                 | Kazakhstan             | + 1 h 11 min 43 s      |
| 6e                     | Sunweb                 | Allemagne              | + 2 h 2 min 36 s       |
| 7e                     | AG2R La Mondiale       | France                 | + 2 h 15 min 19 s      |
| 8e                     | BMC Racing             | États-Unis             | + 2 h 36 min 46 s      |
| 9e                     | Quick-Step Floors      | Belgique               | + 3 h 3 min 8 s        |
| 10e                    | Mitchelton-Scott       | Australie              | + 3 h 14 min 39 s      |
| modifier               |                        |                        |                        |

## Abandon
- 178 -  Jelle Vanendert (Lotto-Soudal) : Abandon[2]